# Catullus 16
Catullus 16, ook wel bekend als Carmen 16 van Gaius Valerius Catullus, is een spotdicht dat door deze dichter werd geschreven in de eerste eeuw voor Christus. 

## Vertalingen
Kenmerkend voor het vers is de uitgesproken grofheid en daarmee de moeilijkheden die dat met zich meebrengt in het vertalen. Het gedicht is dan ook zelden letterlijk vertaald en in 1973 schreef classicus Thomas Winter nog dat het pas recent mogelijk was het gehele gedicht te vertalen in het Engelse taalgebied. De Britse krant Telegraph noemde de eerste en laatste zin in 2009 "een van de goorste zinnen ooit geschreven in het Latijn, of welke andere taal dan ook", en weigerde een ongecensureerde vertaling af te drukken. Toen de bekende classica Mary Beard in datzelfde jaar de zin in het Latijn uitsprak en vertaalde voor de National Public Radio werden niet alleen de vertalingen, maar zelfs de gehele zin in het Latijn met een geluid gecensureerd.
Paul Claes vertaalde het gedicht naar het Nederlands onder de titel Woord en Daad. Ype de Jong, die het gedicht eveneens naar het Nederlands vertaalde, gaf het de titel Ondeugende versjes van een keurige dichter. Classicus Johan Halsberghe hernoemde in zijn bloemlezing over humor bij Catullus Claes' vertaling naar Mannelijk. Hij merkte het tevens aan als schelddicht.

## Structuur en inhoud
Het gedicht is geschreven in een hendecasyllabus, wat letterlijk 'elf lettergepen' betekent en wijst op het aantal lettergrepen dat er per dichtregel gebruikt is. Catullus gebruikte deze structuur van elf lettergrepen zodanig vaak voor schimpdichten, dat hij zelf het woord hendecasyllabus gebruikte om dit vers type te beschrijven. De grofheid die het gedicht kenmerkt, werd ook sterk met deze specifieke structuur geassocieerd; het was niet alleen toegestaan om onbehoorlijk taalgebruik te bezigen in 11 lettergrepen, dit was zelfs gebruikelijk.

## Aanstootgevendheid

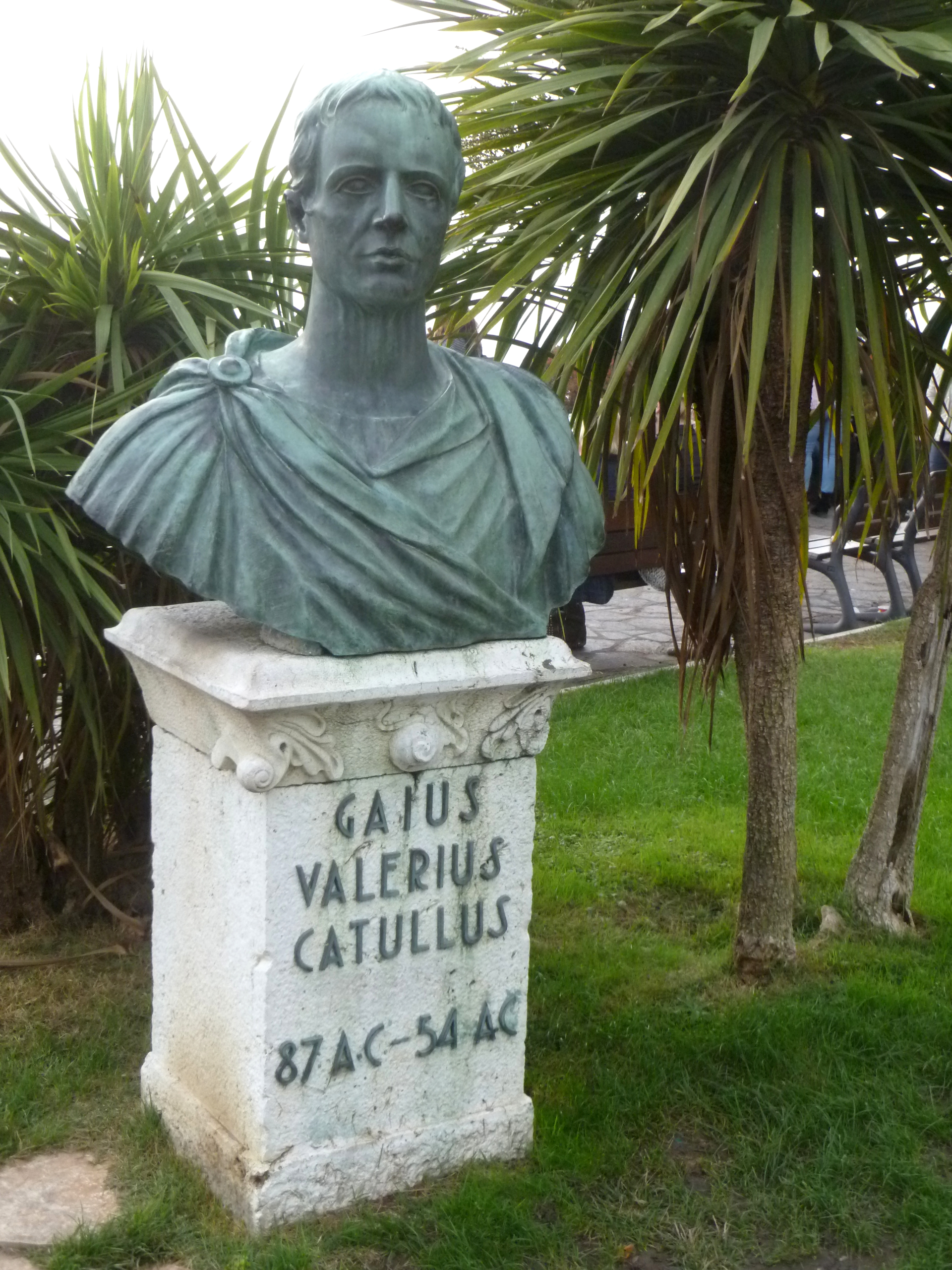
Moderne verbeelding van de dichter Catullus

Het grootste probleem hebben vertalers vaak met de eerste en laatste regel van het gedicht. Deze regel luidt: "Pedicabo ego vos et irrumabo". Dit probleem is tweeledig. Enerzijds is het taalgebruik in deze zin uitgesproken seksueel. 'Pedicabo' verwijst naar anale seks. 'Irrumabo' verwijst naar fellatio. De spotdicht, die zich richt tegen mede-dichters Aurelius en Furius, krijgt daarmee een sterke, homoseksuele ondertoon. Hier komt echter direct de tweede uitdaging in deze vertaling om de hoek kijken: enkel een homoseksuele belediging vertalen, vat niet de juiste belediging samen.
In Rome en het Romeinse rijk waren homoseksuele handeling een geaccepteerde vorm van seksualiteit. Wat echter níet geaccepteerd werd en extreem beledigend was, was de ontvangende partij zijn in deze handelingen, wat in moderne termen wel bottom wordt genoemd. Dit tastte de mannelijkheid van de persoon aan. Een man behoorde altijd te penetreren, dus zich te gedragen als 'top'. Wat in deze zinnen dan ook door Romeinen als een verschrikkelijke spot werd ervaren, was niet zo zeer dat Catullus hier naar homoseksuele handelingen verwijst, maar zichzelf tegenover zijn critici wegzet als de actieve, mannelijke partij. Hiermee vernederde hij Aurelius en Furius, die als ontvangers van zijn penis weggezet worden als vrouwelijk. Het gedicht is daarmee een voorbeeld bij uitstek, van veranderende (seksuele) mores.

## Literaire context
Het harde dreigement met verkrachting dat Catullus in de eerste en laatste zin van zijn gedicht uit, moet volgens Paul Claes gezien worden in een grotere literaire context. Hij stelt hierover: "Machotaal is in spotgedichten gebruikelijk: de overdreven dreigementen maken deel uit van het sociale en literaire spel." Het overgrote deel van het gedicht handelt daarnaast ook over het verschil tussen de figuur van de dichter als maker en de dichter als persoon.
Daarnaast moet de figuur van Priapus in de context van het gedicht niet vergeten worden. Priapus was een godheid die veelal met een enorme penis afgebeeld werd. Beelden van Priapus werden in tuinen en boomgaarden neergezet om dieven af te schrikken. Priapus zou namelijk dieven bestraffen door ze anaal te penetreren. Met de eerste en laatste regel verwijst Catullus dus expliciet naar de godheid die ook in de literatuur werd vereeuwigd.

## Vertaling
Hieronder volgen enkele vertalingen naar het Nederlands. De vertaling van Paul Claes, hier direct onder, is direkter en meer letterlijk.
| Pedicabo ego vos et irrumabo,            | Ik ram hem in je kont en in je strot,  |
| Aureli pathice et cinaede Furi,          | nicht Aurelius en flikker Furius.      |
| qui me ex versiculis meis putastis,      | Jullie dachten dat ik een mietje was,  |
| quod sunt molliculi, parum pudicum.      | omdat mijn verzen wuft en zwoel zijn?  |
| Nam castum esse decet pium poetam        | Een ware dichter is fatsoenlijk,       |
| ipsum, versiculos nihil necessest;       | zijn verzen hoeven dat niet te zijn.   |
| qui tum denique habent salem ac leporem, | Die hebben pas kraak en smaak,         |
| si sunt molliculi ac parum pudici        | wanneer ze wuft en zwoel zijn          |
| et quod pruriat incitare possunt,        | en kunnen maken dat het jeukt,         |
| non dico pueris, sed his pilosis         | niet bij jongens, maar bij knarren     |
| qui duros nequeunt movere lumbos.        | van wie enkel de knoken stijf staan.   |
| Vos, quod milia multa basiorum           | Jullie lazen over duizend zoenen       |
| legistis, male me marem putatis?         | en dachten dat ik geen echter man was? |
| Pedicabo ego vos et irrumabo.            | Ik ram hem in je kont en in je strot.  |

Ype de Jonge neemt meer dichterlijke vrijheid. Zo vertaalt hij de eerste en laatste zin niet letterlijk, omdat dat naar zijn idee 'te veel zou afleiden van de feitelijke bedoeling van de dichter'. Toch lijkt dit eerder persoonlijke voorkeur te zijn, omdat De Jong later aangeeft dat Catullus juist met de zeer heftige dichtregel start en eindigt, óm te choqueren en aan te geven dat niet alle gedichten zomaar op de dichter geprojecteerd kunnen worden. Daarnaast weigert De Jong ook op andere plekken schuttingtaal letterlijk te vertalen.
| Pedicabo ego vos et irrumabo,            | Ach, sodemieter op, ja flikker op toch, man.                           |
| Aureli pathice et cinaede Furi,          | Aurelius, jij poot, en homo Furius,                                    |
| qui me ex versiculis meis putastis,      | die om mijn versjes vonden, aangezien die enigszins                    |
| quod sunt molliculi, parum pudicum.      | wellustig zijn, dat ik qua ingetogenheid tekort schiet.                |
| Nam castum esse decet pium poetam        | Want een fatsoenlijk dichter siert het om persoonlijk kuis te zijn,    |
| ipsum, versiculos nihil necessest;       | maar het is absoluut niet nodig dat dat voor zijn versjes geldt;       |
| qui tum denique habent salem ac leporem, | die hebben dan pas geestigheid en humor,                               |
| si sunt molliculi ac parum pudici        | wanneer ze wat wellustig zijn en minder ingetogen                      |
| et quod pruriat incitare possunt,        | en kunnen prikkelen, wat toch al opgewonden is,                        |
| non dico pueris, sed his pilosis         | nee, niet bij pubers, die bedoel ik niet, maar bij die zwaarbehaarden, |
| qui duros nequeunt movere lumbos.        | die geen beweging in hun stramme lendenen meer kunnen krijgen.         |
| Vos, quod milia multa basiorum           | Omdat je hebt gelezen van veel kusjes, al die duizenden,               |
| legistis, male me marem putatis?         | verslijten jullie mij daarom voor minder mannelijk?                    |
| Pedicabo ego vos et irrumabo.            | Ach, sodemieter op, ja flikker op toch, man.                           |